# Matthias Ringmann
Matthias Ringmann [mátias ríngman], nemški kartograf, filolog in pesnik, * okoli 1482, Alzacija, Francija, † 1511 Sélestat, Alzacija.
Pripisujejo mu poimenovanje Amerike. Uporabljal je tudi ime Filezij (Philesius) Vogesigena. Postal je šolski učitelj.
Okoli leta 1503 je Ringmann obiskal Italijo, kjer je prvič slišal za raziskovanje tedaj nanovoodkritega zahodnega sveta, kasneje znanega kot Novi svet. Leta 1507 ga je na zemljevidu svojega prijatelja Martina Waldseemüllerja kot prvi poimenoval »Amerika«. Napačno je verjel, da je Novi svet odkril Amerigo Vespucci.
1. 1 2  data.bnf.fr: platforma za odprte podatke — 2011.
2. ↑  NUKAT — 2002.
3. ↑  MAK
4. ↑  Swartz A. Open Library — 2007.